# Национальный конгресс за реконструкцию Тимора
Национальный конгресс за реконструкцию Тимора (порт. Congresso Nacional da Reconstruaco Timorense, CNRT; варианты перевода: Национальный конгресс за тиморское восстановление, Национальный конгресс за перестройку) — восточнотиморская левоцентристская политическая партия, основанная бывшим членом ФРЕТИЛИН и президентом Восточного Тимора Шананой Гусманом в преддверии выборов 2007 года.
На парламентских выборах заняла второе место после ФРЕТИЛИН (24,1 % голосов) и сформировала правящую коалицию с альянсом Тиморской социал-демократической ассоциации и Социал-демократической партии. На выборах 2012 года улучшила свой результат до 36,66 % голосов и 30 депутатских мандатов, оставшись при власти.
Как и ФРЕТИЛИН (Революционный фронт за независимость Восточного Тимора), CNRT провозгласила своими принципами демократический социализм, прогрессизм и секуляризм (формальные расхождения между ведущими политическими силами Восточного Тимора касаются скорее региональной поддержки, чем декларируемого идеологического направления).